# Fontaine-sur-Maye
Fontaine-sur-Maye é uma comuna francesa na região administrativa de Altos da França, no departamento de Somme. Estende-se por uma área de 5,67 km². Em 2010 a comuna tinha 164 habitantes (densidade: 28,9 hab./km²).